# Кастер (Вашингтон)
Кастер (енгл. Custer) насељено је место без административног статуса у америчкој савезној држави Вашингтон.

## Демографија
По попису из 2010. године број становника је 366, што је 67 (22,4%) становника више него 2000. године.
| Група             | 2000.       | 2010.       |
| Белци             | 269 (90,0%) | 318 (86,9%) |
| Афроамериканци    | 0 (0,0%)    | 2 (0,5%)    |
| Азијати           | 5 (1,7%)    | 7 (1,9%)    |
| Хиспаноамериканци | 23 (7,7%)   | 32 (8,7%)   |
| Укупно            | 299         | 366         |